# ماه عسل (فیلم ۱۹۷۳)
«ماه عسل» (انگلیسی: Honeymoon (1973 film)) یک فیلم است که در سال ۱۹۷۳ منتشر شد.